# Chapelle Sainte-Radegonde de La Genétouze
La chapelle Sainte-Radegonde est située sur le territoire de la commune de La Genétouze dans le département français de la Vendée, en région Pays de la Loire. Elle est accessible depuis la route départementale D4 à 2 km de la commune de la Genétouze en direction du Poiré-sur-vie. Cette chapelle est de style roman dont les plus anciens éléments datent de 1190.

## Architecture

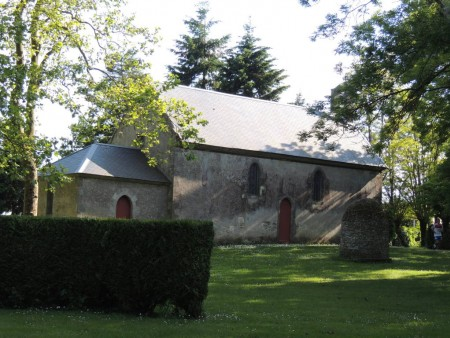
La chapelle vue de côté.

La chapelle de plan longitudinal à chevet plat est de style roman. Sa façade se compose d’un portail plein cintre surmonté d’un oculus et est soutenue par deux contreforts. Le clocher-mur surplombant le pignon accueille une unique cloche.
L'intérieur de la chapelle se caractérise par ses murs et sa voûte en berceau lambrissés. 
Un autel en plein air est également situé en arrière de la chapelle.

## Histoire
La chapelle est contemporaine au monastère des Prémontrés fondé au Lieu-Dieu par le roi d'Angleterre Richard Cœur de Lion en 1190.  
La chapelle est endommagée en 1568, durant les guerres de Religion, mais est épargnée lors de la Révolution française en 1792. Le sanctuaire est ensuite laissé à l'abandon et se retrouve à l'état de ruine en 1850,. 
L'abbé Joseph Orceau de la Genétouze organise en 1863 avec l'aide de bénévoles la reconstruction de la chapelle en respectant son emplacement et ses dimensions. Les travaux commencent le 15 avril 1863 et l'inauguration officielle a lieu le 22 juillet 1863.
En 1864, l'évêque de Luçon, Mgr Collet, fait don d’une châsse de style gothique contenant des reliques de sainte Radegonde.  
Un Chemin de croix réalisé par la maison Chauvet de Paris est installé en 1891.
La statue en bois de sainte Radegonde, placée au-dessus de l'autel, date de 1634 et mesure 120 cm. Elle représente une reine couronnée tenant un sceptre et vêtue d'une robe monastique (guimpe et voile) et d'un manteau bleu foncé constellé d'or. On peut lire sur son piédestal « Sancta Radegundis ora pro nobis » (Nous prions pour la sainte Radegonde) et la date 1634. La statue est restaurée en 1900 et est classée monument historique le 06 septembre 1969,.

## Restaurations
En 1885, l'autel en bois est remplacé par un autel en pierre blanche de style roman et en 1931, les murs de pierre sont lambrissés.
L'intérieur de la chapelle est restauré en 2007 grâce au travail de bénévoles et d'artisans locaux et au financement de la municipalité. Les quatre vitraux et les deux oculus sont reconstruits, le plafond en lambris sous éclairage indirect est remis en état et les pierres de granit sont mises en valeur.
Une réfection de la toiture est effectuée en 2010,.

## Manifestations cultuelles
Un pèlerinage y est organisé chaque année, le dimanche qui suit la fête de l'Assomption (le 15 août).

## Légende
Selon une légende née au XIVe siècle, la reine Radegonde (v. 519-587), poursuivie par les soldats du roi Clotaire Ier pour la ramener à la cour, se serait réfugiée dans un champ. L'avoine juste semée se serait miraculeusement mise à pousser, permettant à la souveraine de s'y dissimuler pour échapper à ses poursuivants et commencer sa vie de religieuse en fondant en 552 le monastère de Notre-Dame (puis Sainte-Croix) de Poitiers. La chapelle de Sainte-Radegonde a été construite sur le champ où se serait déroulé le miracle des avoines afin de perpétuer ce fait légendaire. 